# Basil W. Duke
Basil Wilson Duke (28 mai 1838 - 16 septembre 1916) est un brigadier général de la Confederate States Army pendant la guerre de Sécession.
Ses états de service les plus remarquables de la guerre se déroulent en tant que commandant en second pour son beau-frère John Hunt Morgan. Duke écrit par la suite un récit populaire du raid le plus célèbre de Morgan : le raid de Morgan de 1863. Il reprend le commandement de Morgan après la mort de ce dernier en 1864. À la fin de la guerre, Duke est parmi les gardes du corps du président confédéré Jefferson Davis après sa fuite de Richmond et sa course à travers Les Carolines.
Duke a eu un impact durable en tant qu'historien et vecteur de l'expérience confédérée. Il participe notamment à la fondation de la Filson Club Historical Society et initie la préservation du champ de bataille de Shiloh. Il écrit de nombreux livres et articles de magazines, notamment dans le Southern Bivouac (en). Quand il meurt, il est l'un des derniers officiers confédérés de haut rang encore en vie. L'historien James A. Ramage a écrit à son sujet : « Aucun Sudiste n'était plus dévoué à la Confédération que le général Basil W. Duke ».

## Jeunesse et début de carrière
Basil Wilson Duke est né dans le comté de Scott dans le Kentucky, le 28 mai 1838. C'est le seul enfant de l'officier de marine Nathaniel W. Duke et de son épouse Mary Pickett Currie. Il mesure 1,78 m est possède une corpulence légère et une voix résonnante. Un parent le décrit comme « essentiellement un homme du 17e siècle, [...] déchiré entre la chevalerie et le réalisme »,. La famille, membres de l'Église épiscopale, a des ascendances anglaises et catholiques, via un immigrant du Devonshire nommé Richard Duke qui débarqua au Maryland en 1634 à bord de l'Ark. Par sa mère, Duke est partiellement écossais avec son grand-père James Currie qui servit plusieurs années dans la Royal Navy avant de s'installer aux États-Unis,.
Les parents de Duke meurent pendant son enfance : Mary, quand Basil a huit ans, et Nathaniel quand Basil a 11 ans ; sauf dans son livre Reminiscences, il les mentionne rarement. Il fréquente le Georgetown College (en) entre 1853 et 1854 et le Centre College (en) entre 1854 et 1855, avant d'étudier le droit à l'université Transylvania à Lexington. Après avoir obtenu son diplôme en 1858, il se rend à St. Louis au Missouri, en 1858, pour exercer le droit. Son cousin plus âgé, Basil Duke, y exerce déjà le droit et il y a déjà une multitude d'avocats à Lexington,.

## Guerre civile

Représentation de la bataille de Shiloh, par Thure de Thulstrup, 1888.

Lorsque la guerre civile commence en 1861, Duke est toujours dans le Missouri, où il participe aux premières étapes de la sécession du Missouri des États-Unis (le Missouri dispose d'un gouvernement fédéral et d'un gouvernement confédéré pendant la guerre). Le 7 janvier 1861, avec quatre autres personnes, il crée The Minute Men, une organisation semblable à une milice favorable à la sécession, en réponse à l'élection à Saint Louis de plusieurs politiciens favorables au Nord. Duke en devient rapidement le leader, alors qu'il n'a que 23 ans. Il constitue l'organisation en cinq compagnies et cherche à acquérir l'arsenal fédéral de St Louis pour le mouvement sécessionniste. Il prend l'habitude de placer des drapeaux sécessionnistes dans des endroits importants, cherchant à se battre avec les forces pro-Union. Il est finalement inculpé d'incendie criminel et de trahison, mais il réussit à s'échapper dans le Kentucky,,.
De retour à Lexington au Kentucky, Duke épouse Henrietta Hunt Morgan, sœur de John Hunt Morgan. Leur mariage se déroule le 19 juin 1861. Duke retourne au Missouri pour aider les forces confédérées de cette État sous le commandement du brigadier-général Thomas C. Hindman, mais il revient finalement au Kentucky à la demande du brigadier-général William Joseph Hardee. En octobre 1861, il s'enrôle sous le commandement de son beau-frère Morgan et il est rapidement élevé au grade de second lieutenant,,. En tant qu'officier, Duke commande sans brutalité les soldats sous son commandement lui permettant d'entretenir des relations amicales avec ses hommes. Il aime se battre, et demeure un commandant solide même dans les moments les plus difficiles d'une bataille et il est également décrit comme un officier particulièrement pointilleux.
Duke est blessé deux fois pendant la guerre. À la bataille de Shiloh, il balançait son sabre contre un soldat de l'Union quand il est blessé à l'épaule gauche par un fusil Brown Bess. La balle est sortie de son épaule droite, manquant de peu la colonne vertébrale. Après avoir récupéré, il est promu lieutenant-colonel et quelques mois plus tard, colonel. La deuxième blessure de Duke survient à Elizabethtown dans la Kentucky, au cours du raid de Noël de Morgan le 29 décembre 1862, quand il est touché par un fragment d'obus alors que le reste des hommes de Morgan traverse un ruisseau ; ses hommes ont d'abord supposé qu'il était mort,,,.

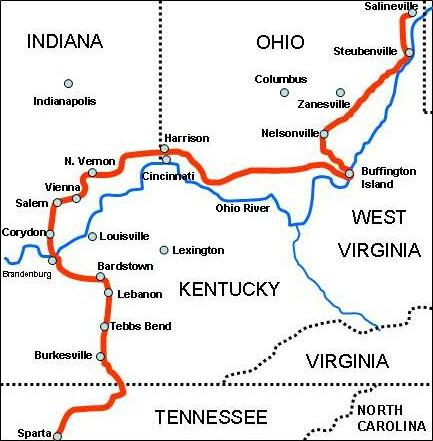
Carte du trajet suivi par les troupes confédérées lors du raid de Morgan.

Duke participe à l'audacieux raid de Morgan durant lequel il est capturé en Ohio à la bataille de Buffington Island le 19 juillet 1863, alors qu'il dirige les troupes dans une tactique dilatoire permettant aux autres forces confédérées de s'échapper. Duke demeure en captivité jusqu'au 3 août 1864, date à laquelle il est échangé. Il aurait probablement pu s'échapper avec Morgan et Thomas Hines (en) le 27 novembre 1863, mais il préfère ne pas risquer de nuire à leur tentative, Morgan disposant notamment de son frère pour le remplacer dans sa cellule contrairement à Duke qui ne pouvait dissimuler sa disparition,.
Après la mort de Morgan le 4 septembre 1864, Duke prend le commandement des forces de ce dernier et le 15 septembre 1864, il est promu brigadier général et envoyé en Virginie. Il est avec Jefferson Davis peu de temps après la fuite de Richmond du président confédéré. Duke fait partie du conseil de guerre confédéré final à la Burt-Stark Mansion (en) à Abbeville en Caroline du Sud, le 2 mai 1865. Duke se rend aux officiers de l'Union le 10 mai 1865, à Washington en Géorgie,,.

## Après guerre
Après la guerre, Duke s'installe à Louisville, au Kentucky, en mars 1868, où il passe la majeure partie du reste de sa vie. Il reprend la pratique du droit plus tard cette année-là, son principal client étant la Louisville and Nashville Railroad. Il est leur principal avocat et lobbyiste, bien que le chemin de fer de Louisville et de Nashville fut une victime favorite des « raiders de Morgan » pendant la guerre. Il siège brièvement à l'Assemblée générale du Kentucky de 1869 à 1870, démissionnant parce qu'il se sent en conflit d'intérêts en tant que lobbyiste pour la L&N. De 1875 à 1880, Duke est également procureur du cinquième district judiciaire,,,.
Duke s'implique dans la rédaction de l'histoire de la guerre civile et de sujets connexes. Il participe à la fondation de la Filson Historical Society de Louisville en 1884, en rédigeant plusieurs de leurs premiers articles. De 1885 à 1887, il publie la revue Southern Bivouac (en). Il écrit également trois livres: « History of Morgan's Cavalry » en 1867, « History of the Bank of Kentucky, 1792-1895 » en 1895, et « Reminiscences of General Basil W. Duke » en 1911, un recueil de divers articles de revues qu'il a écrit. Auteur éminent de l'expérience sudiste, il ne prône ni l'esclavage, ni ne s'en excuse ; bien qu'il pense que son abolition est finalement une bonne chose, il insiste sur le fait que les allégations nordiques d'abus excessifs des esclaves sont exagérées.

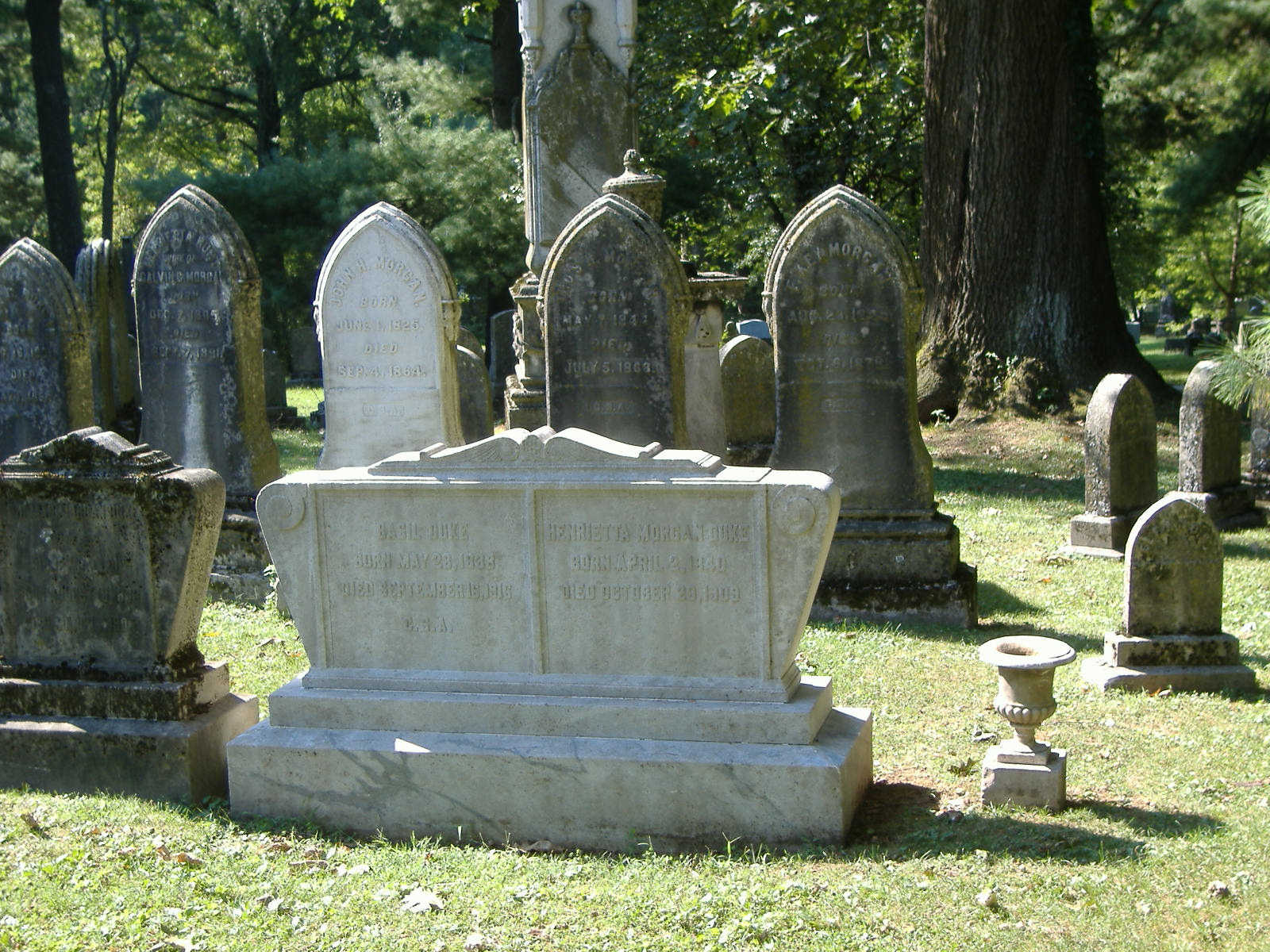
La tombe de Basil W. Duke. La tombe de John Hunt Morgan est la tombe blanche derrière celle de Duke.

Après 1900, Duke commence à se faire plus rare sur la scène publique. En 1903, il cesse de travailler pour la L&N. En 1904, il est nommé commissaire du Shiloh National Military Park par le président Theodore Roosevelt, avec qui il s'est lié d'amitié après leur présentation au Filson Club. Duke est dévasté lorsque, le 20 octobre 1909, sa femme de cinquante ans, Henrietta, décède d'une insuffisance cardiaque soudaine. Par la suite, il vit avec sa fille Julia et sa famille dans le Cherokee Park de Louisville. Avant sa mort en 1916, Duke est l'un des derniers officiers généraux confédérés survivants. Au cours de ses dernières années, il passe une grande partie de son temps à traiter les demandes de ceux qui avaient des questions sur la Confédération, même pendant qu'il se remet d'une chirurgie de la cataracte en 1914. Deux ans plus tard, lors d'une visite à sa fille, Mary Currie, dans le Massachusetts, Duke subit une intervention chirurgicale dans un hôpital de la ville de New York, d'abord le 1er septembre pour se faire amputer du pied droit, puis le 11 septembre pour se faire amputer la jambe droite au niveau du genou. Cinq jours plus tard, le 16 septembre 1916, il meurt. Duke est enterré à côté de sa femme devant la tombe de John Hunt Morgan dans la parcelle familiale Hunt au cimetière de Lexington. En plus de ses exploits en tant que commandant confédéré, son activité de chroniqueur de l'histoire militaire confédérée, participe à sa renommée,.